# Ковтозлей
Ковтозлей — река в России, протекает по Атяшевскому району Мордовии. Устье реки находится в 56 км от устья Большой Сарки по левому берегу. Длина реки составляет 13 км. Имеет два левых притока — реки Пачку и Шайку.

## Данные водного реестра
По данным государственного водного реестра России относится к Верхневолжскому бассейновому округу, водохозяйственный участок реки — Сура от Сурского гидроузла и до устья реки Алатырь, речной подбассейн реки — Сура. Речной бассейн реки — (Верхняя) Волга до Куйбышевского водохранилища (без бассейна Оки).
По данным геоинформационной системы водохозяйственного районирования территории РФ, подготовленной Федеральным агентством водных ресурсов:
- Код водного объекта в государственном водном реестре — 08010500312110000037514